# Platarctia ornata
Platarctia ornata là một loài bướm đêm thuộc phân họ Arctiinae, họ Erebidae.